# Liste der Staatsoberhäupter 477
Übersicht
◄◄ | ◄ | 473 | 474 | 475 | 476 | Liste der Staatsoberhäupter 477 | 478 | 479 | 480 | 481 | ► | ►►

Weitere Ereignisse

## Afrika
- Aksumitisches Reich
  - König: Nezool (ca. 450–ca. 500)

- Reich der Vandalen
  - König: Geiserich (428–477)
  - König: Hunerich (477–484)

## Amerika
- Maya
  - Palenque
    - König: Casper II. (435–487)

  - Tikal
    - König: K'an-Ak (458–486)

## Asien
- China
  - Kaiser: Song Houfeidi (473–477)
  - Kaiser: Song Shundi (477–479)
  - Nördliche Wei-Dynastie: Wei Xiaowendi (471–499)

- Iberien (Kartlien)
  - König: Wachtang I. Gorgassali (452–502)

- Indien
  - Gupta-Reich
    - König: Budhagupta (476–495)

  - Kadamba
    - König: Mrigesa Varman (475–488)

  - Pallava
    - König: Skanda Varman IV. (460–480)

  - Vakataka
    - König: Prithvishena II. (460–480)

- Japan
  - Kaiser: Yūryaku (456–479)

- Korea
  - Baekje
    - König: Munju (475–477)
    - König: Samgeun (477–479)

  - Gaya
    - König: Jilji (451–492)

  - Goguryeo
    - König: Jangsu (413–490)

  - Silla
    - König: Jabi (458–479)

- Sassanidenreich
  - Schah (Großkönig): Peroz I. (459–484)

## Europa
- Britannien
  - Kent
    - König: Hengest (455–488)

  - Sussex
    - König: Ælle (477–um 500)

- Reich der Burgunden
  - König: Chilperich I. (470–480)

- Ostgotenreich
  - König: Theoderich der Große (474–526)

- Reich des Odoaker
  - König: Odoaker (476–493)

- Oströmisches Reich
  - Kaiser: Zenon (474–491)

- Reich des Syagrius
  - Herrscher: Syagrius (464–486/487)

- Salfranken
  - König: Childerich I. (458–481/482)

- Westgotenreich
  - König: Eurich (466–484)

## Religiöse Führer
- Papst: Simplicius (468–483)
- Patriarch von Konstantinopel: Akakios von Konstantinopel (471–489)